# Энергодисперсионная рентгеновская спектроскопия

EDX-спектр оксида железа (с примесью оксидов кремния и марганца)

Метод энергодисперсионной рентгеновской спектроскопии (англ. Energy-dispersive X-ray spectroscopy, EDX, EDRS или EDS) — аналитический метод элементного анализа твёрдого вещества, базирующийся на анализе энергии эмиссии его рентгеновского спектра, вариант рентгеноспектрального анализа.
С помощью пучка электронов (в электронных микроскопах) или рентгеновских лучей (в рентгеновских флуоресцентных анализаторах) атомы исследуемого образца возбуждаются, испуская уникальное для каждого химического элемента характеристическое рентгеновское излучение. Исследуя энергетический спектр такого излучения, можно определить качественный и количественный состав образца.

## Ограничения в применении
- Водород (Z = 1) и гелий (Z = 2) не имеют характеристического рентгеновского излучения[1]
- Встречается утверждение, что K-излучение лития (Z = 3) имеет слишком низкую энергию для детектирования методом EDS[1]. Современные детекторы позволяют детектировать литий с помощью EDS[2][3][4][5][6].

- Элементы от бериллия (Z=4) до неона (Z = 10) могут быть детектированы с помощью EDS, но существуют две проблемы[1]:

- мягкое рентгеновское излучение сильно поглощается образцом
- в лёгких элементах характеристическое рентгеновское излучение возникает в том числе и при участии валентных электронов, участвующих в химических связях элемента, таким образом, форма и положение спектральных линий могут зависеть от химических связей в разных соединениях. Для точных измерений должны использоваться эталонные образцы.

## Использование вэлектронной микроскопии
Метод энергодисперсионной рентгеновской спектроскопии может использоваться при исследовании объектов в сканирующем электронном микроскопе или просвечивающем электронном микроскопе, где производится исследование объекта с помощью сфокусированного пучка быстрых электронов.
В камере микроскопа создают высокий вакуум (менее 10−7 мБар) для минимизации взаимодействия электронов с молекулами воздуха.
При работе электронного микроскопа пучок электронов выходит из источника — электронной пушки и ускоряется высоким напряжением. При попадании на объект часть электронов рассеивается в зависимости от порядкового номера элемента и его окружения, часть возбуждает атомы вещества объекта, вызывая при этом эмиссию характеристического излучения.
Анализируя энергетический спектр эмитированного рентгеновского излучения, возникающего при взаимодействии электронного пучка и атомов объекта с помощью полупроводникового детектора (кристаллы Si с примесями Li, такой детектор рентгеновского излучения требует охлаждения, которое обычно производится либо жидким азотом, либо холодильником на эффекте Пельтье), дополнительно изучают также и его состав.
Анализ отдельных максимумов рентгеновского спектра по их расположению (длина волны одного максимума эмиссии определённого элемента) и интенсивности проводят также в родственном методе дисперсионной рентгеновской спектроскопии по длине волны (WDS), имеющем на порядок более высокую чувствительность и спектральное разрешение, однако этот метод медленнее.